# Kerepesi úti MÁV tisztviselői lakóházak
A Kerepesi úti MÁV tisztviselői lakóházak, vagy a közbeszédben „Nyolcház” egy nagy méretű, több házból álló lakótömb Budapest VIII. kerületében a Kerepesi út mentén.

## Története
A telep a Kerepesi út túloldalán fekvő Keleti pályaudvarral egy időben, az 1880-as években (1884 után) épült, és tervezője is ugyanaz, Rochlitz Gyula volt. Az eredetileg valóban 8 ház a Kerepesi út (1-5.) – Festetics György utca (2-4.) – Mosonyi utca (10-12.) – Lóvásár utca (1.) által határolt telek széleire épült. Később egy kilencedik épületet is létesítettek a telek belső részén. A Kerepesi úti oldal középső épületét MÁV-székházként, napjainkban a MÁV Budapesti Pályavasúti Területi Igazgatóság épületeként hasznosítják. 237 lakás épült a 8 házban, a WC-helyiségeket a folyosók végén helyezték el (ami egyébként abban a korban jónak számított).
Az épületeket eredetileg csak 3 emeletesre építették, majd az 1940-es években 4-5. emelet is épült rájuk. A Kerepesi úti oldal három emeletét a később bennük kialakított irodák miatt épülethidakkal kapcsolták össze.
A napjainkban 272 lakást tartalmazó együttes 2000-ben alakult át társasházzá.
2019-ben Kálna Dávid diplomamunkát készített a tömb korszerűsítésével, új funkciók kialakításával kapcsolatban.
2021-ben mintegy 800 vasúti dolgozó lakott az épületekben.
Napjainkban a Kerepesi úti oldal felőli részen fekvő épületek felújított állapotban láthatók, a többi – különösen a Mosonyi utcai oldal – erősen lepusztult.

## Érdekességek
Érdekesség, hogy az 1900-as évek elején a lakóházak saját futballcsapattal rendelkeztek, amely hosszú időn át a legeredményesebbek közé tartozott országos szinten.
Nem ez az egyedüli budapesti lakótömb, amely a közbeszédben „Nyolcház”-ként terjedt el. Így nevezték még:
- a Budapest IX. kerületi Gyáli úti (21-23.) Székesfővárosi kislakásos bérházakat (1909)[6][7]
- a Budapest XIII. kerületi Hajdú utca – Forgách utca – Szilas utca – Röppentyű utca közötti telepet (1938)[8]

Az igazgatósági épületben páternoszter működik.

## Képtár

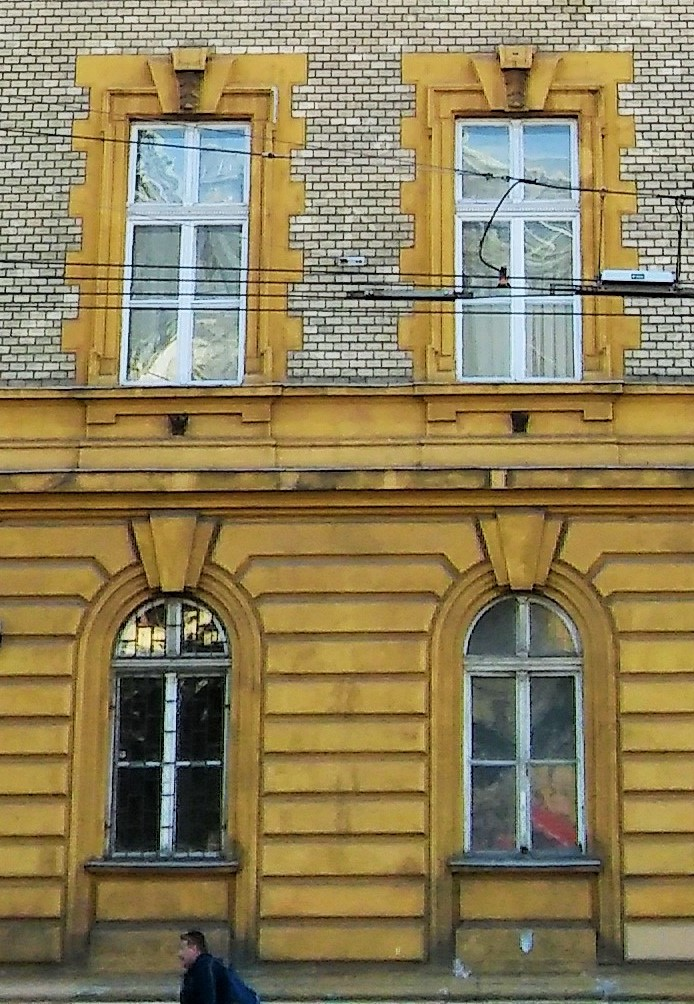
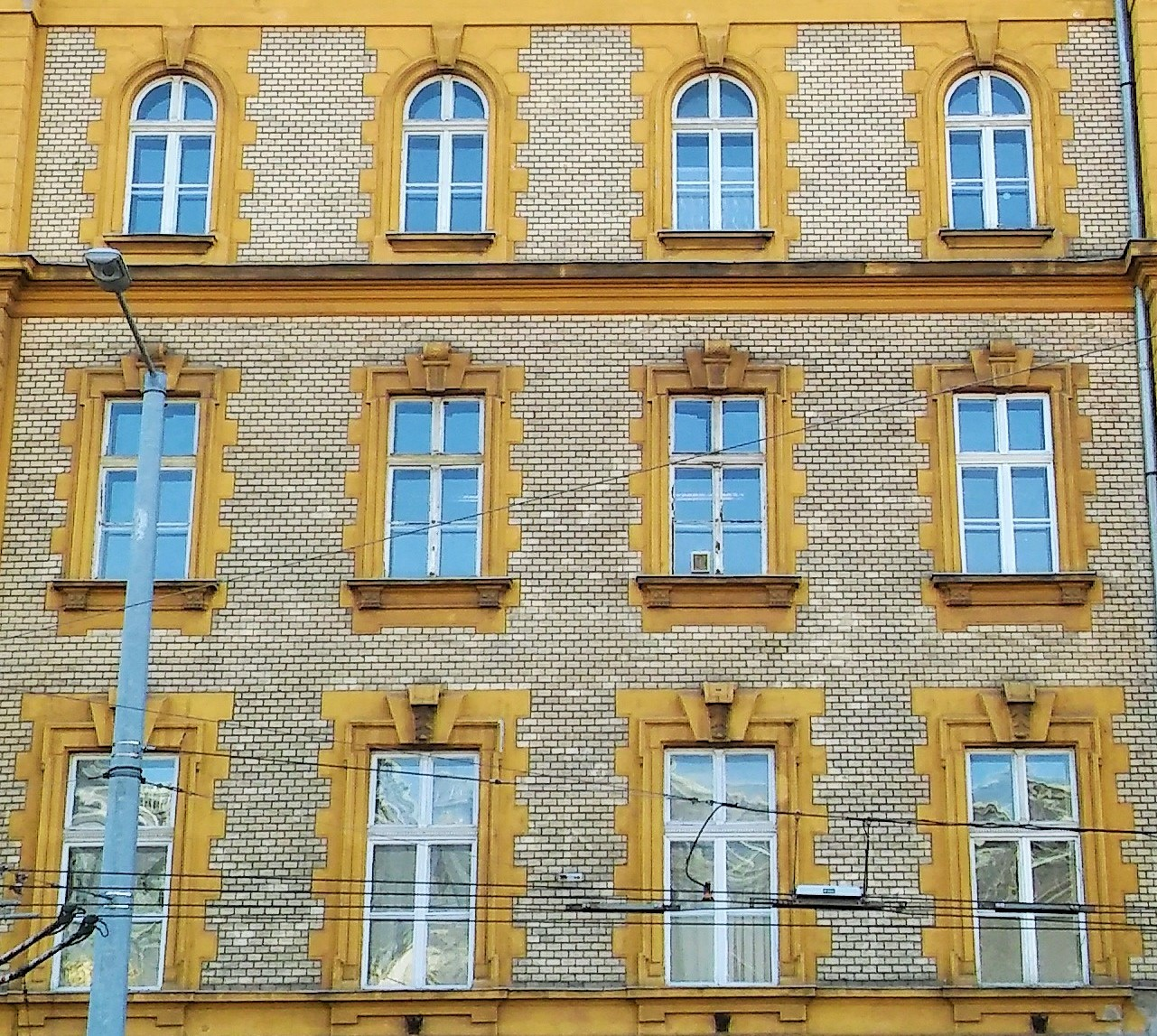
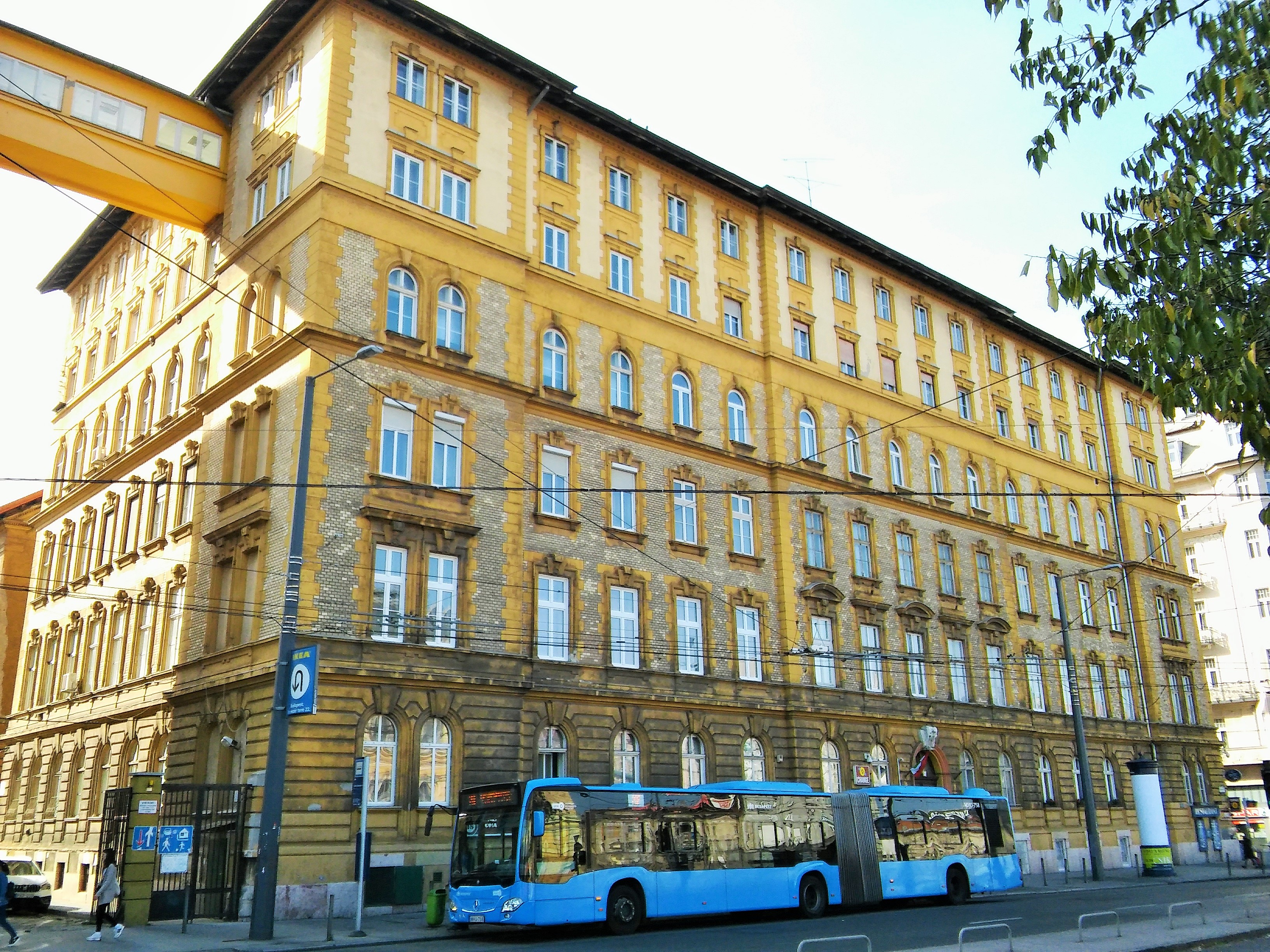
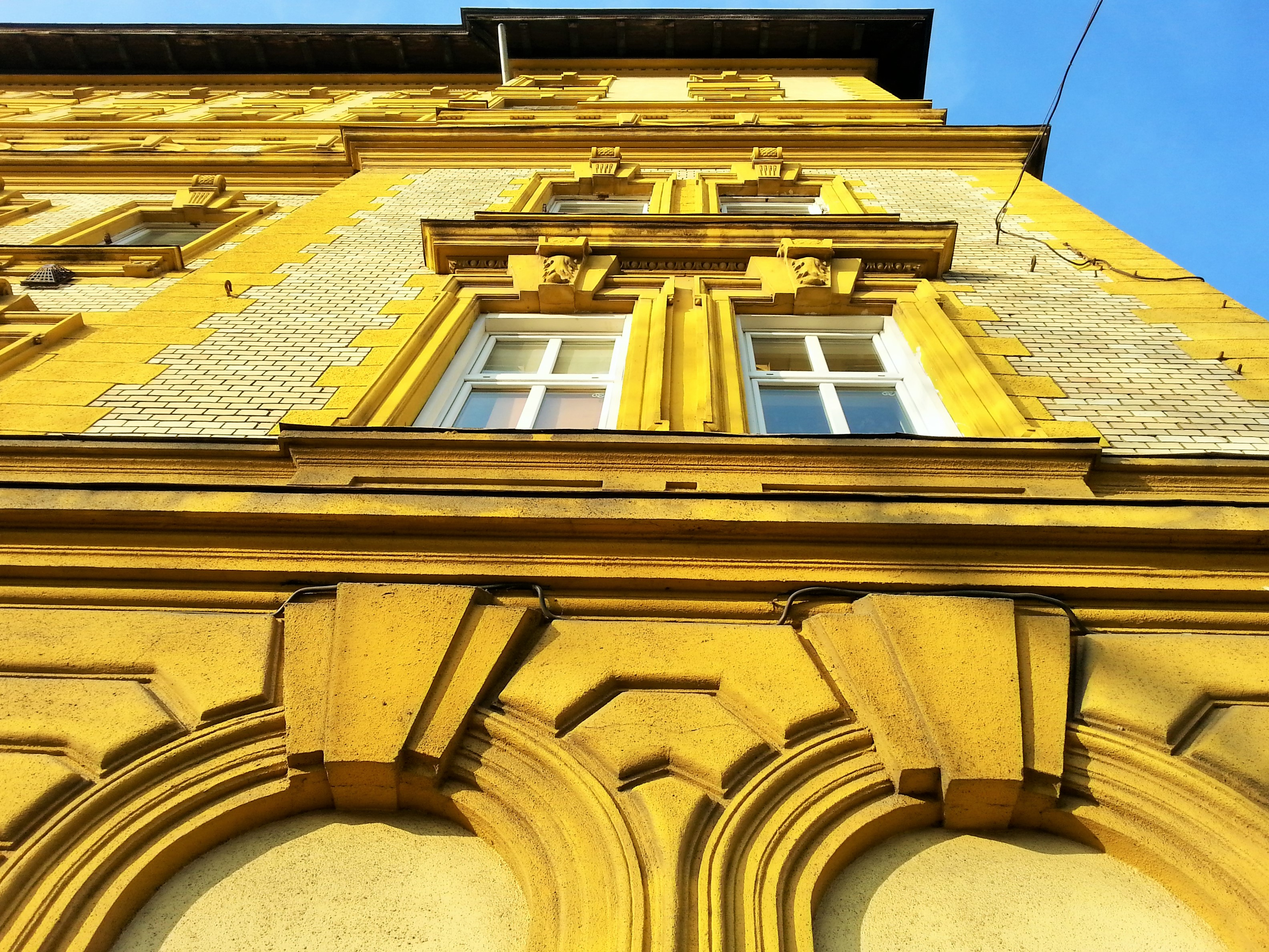
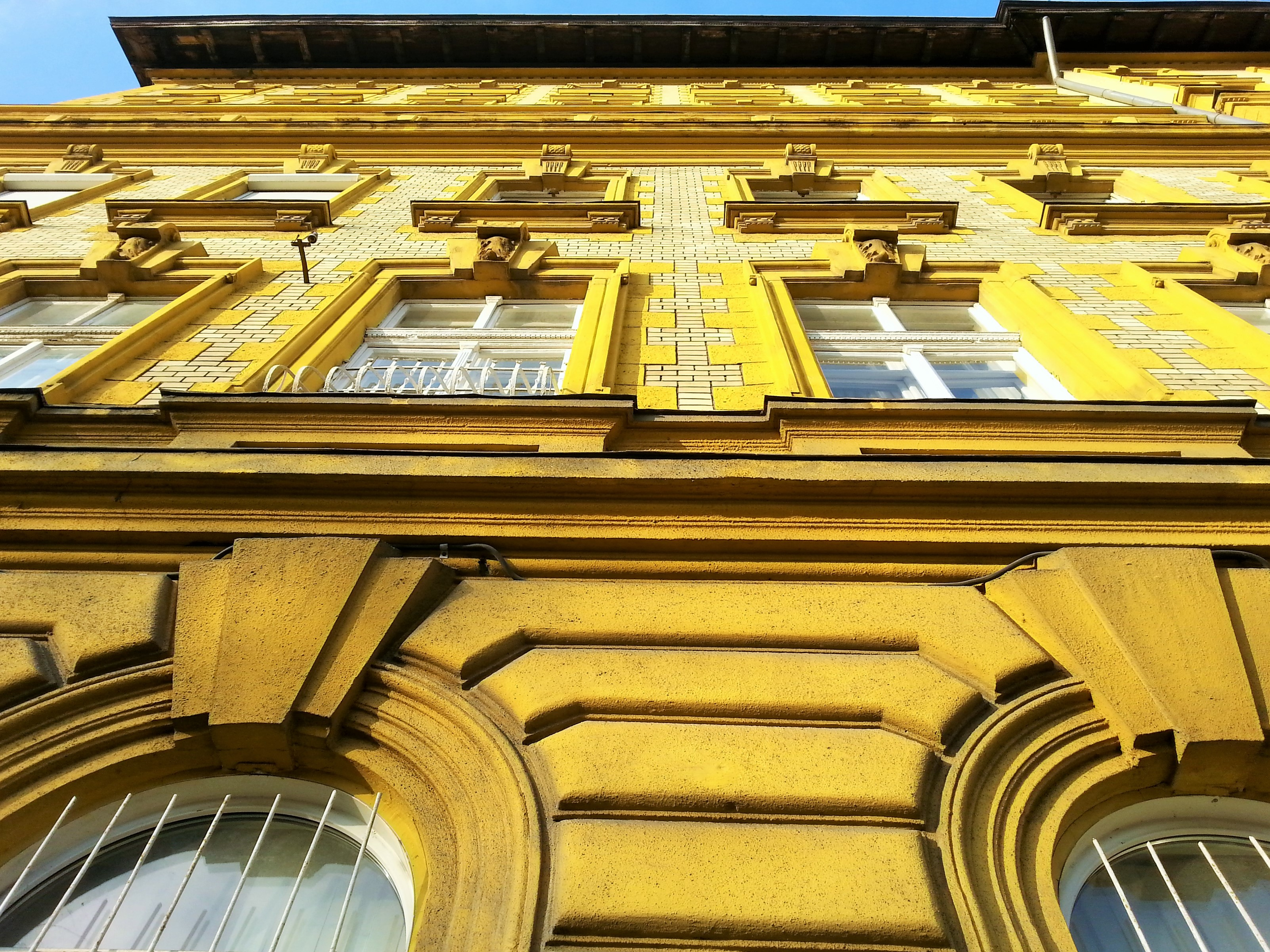
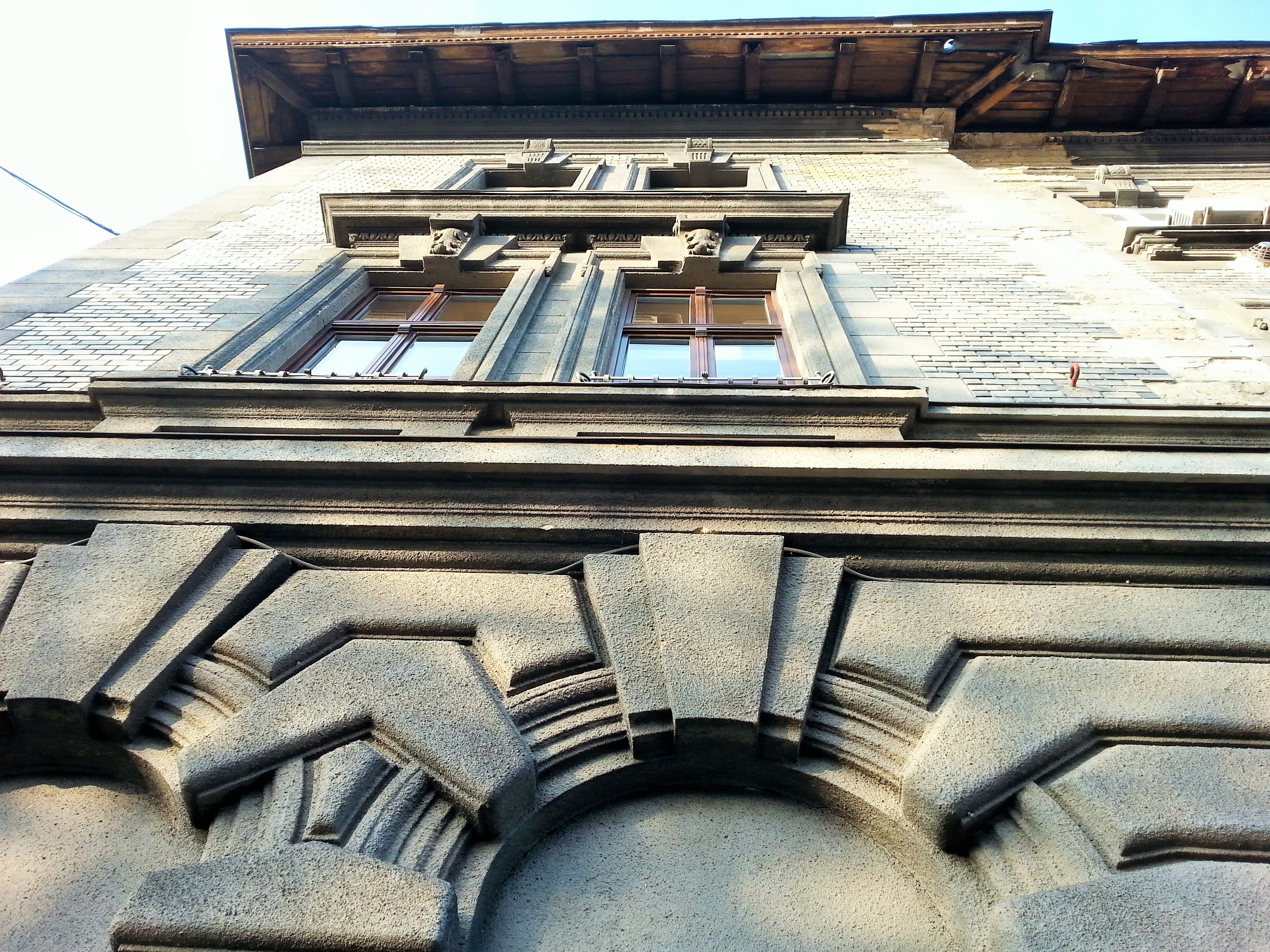
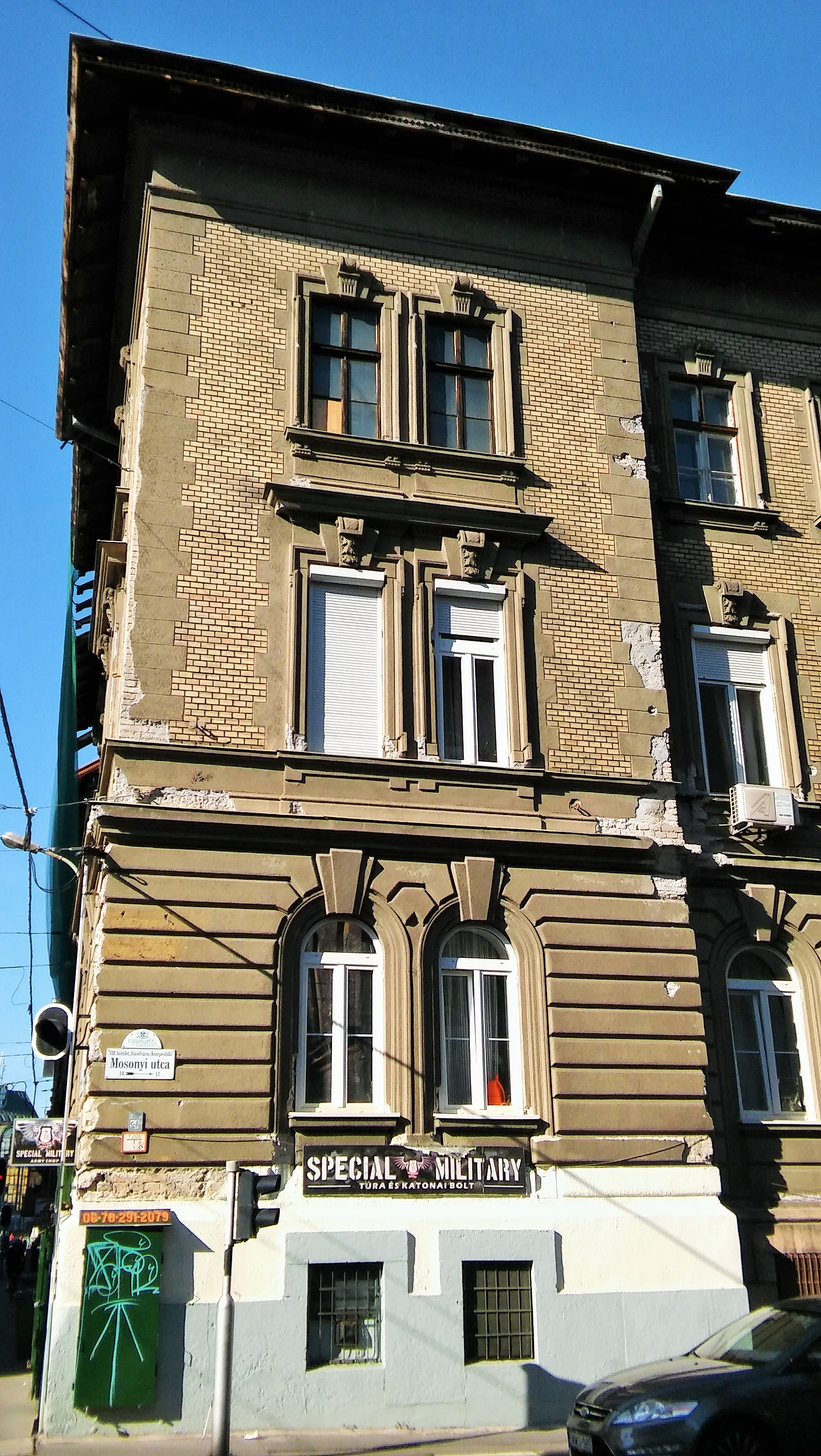
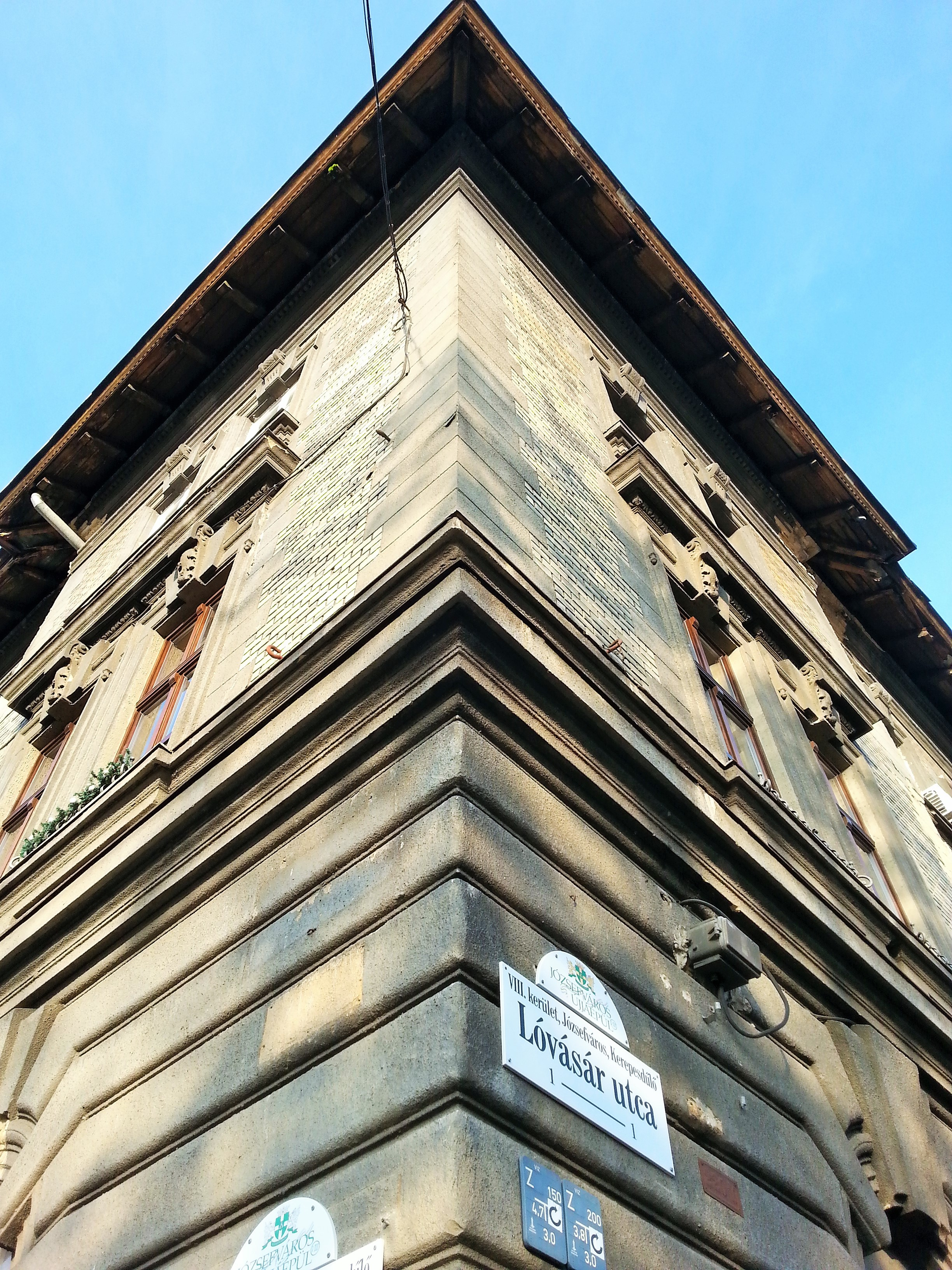
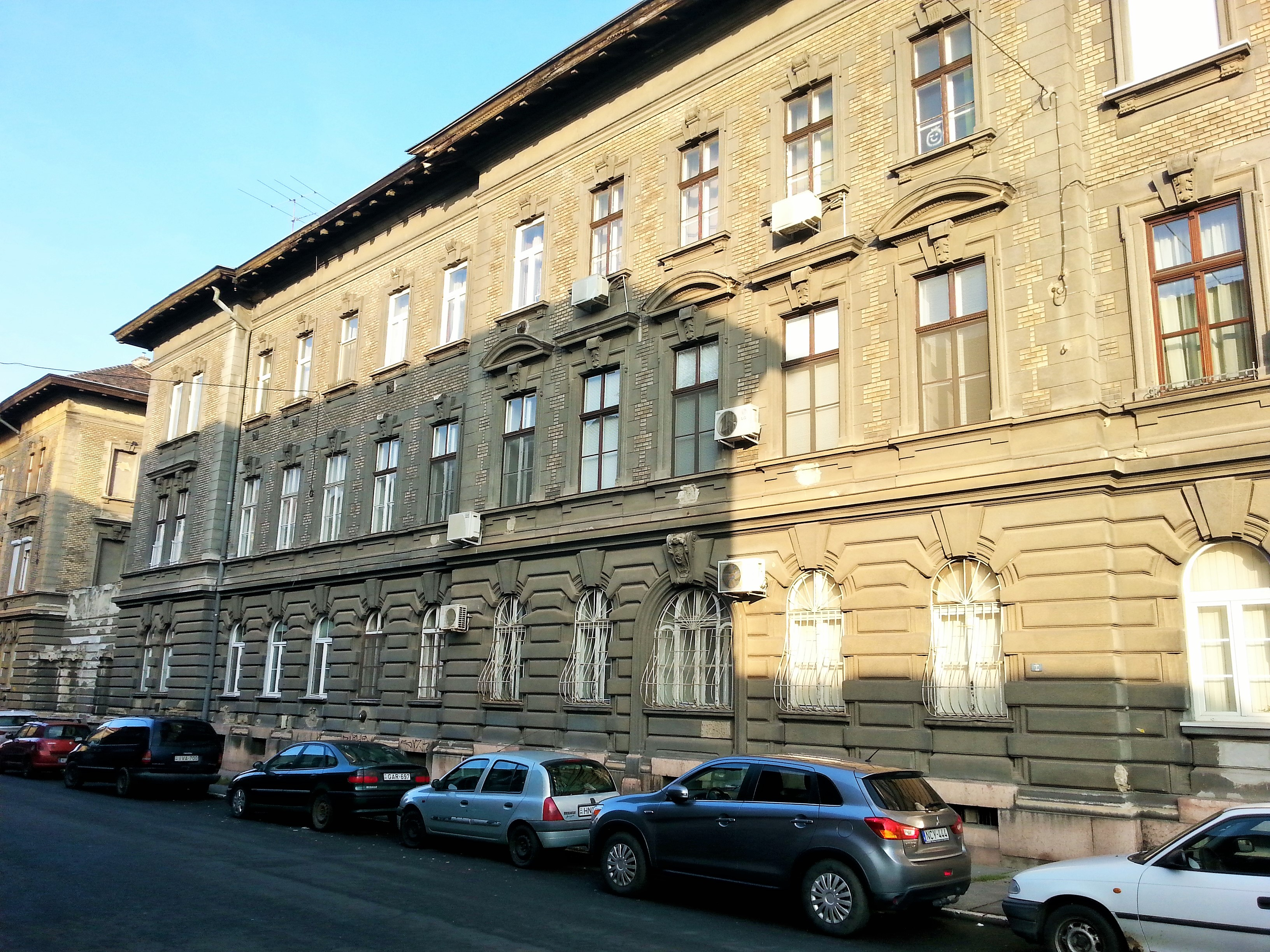
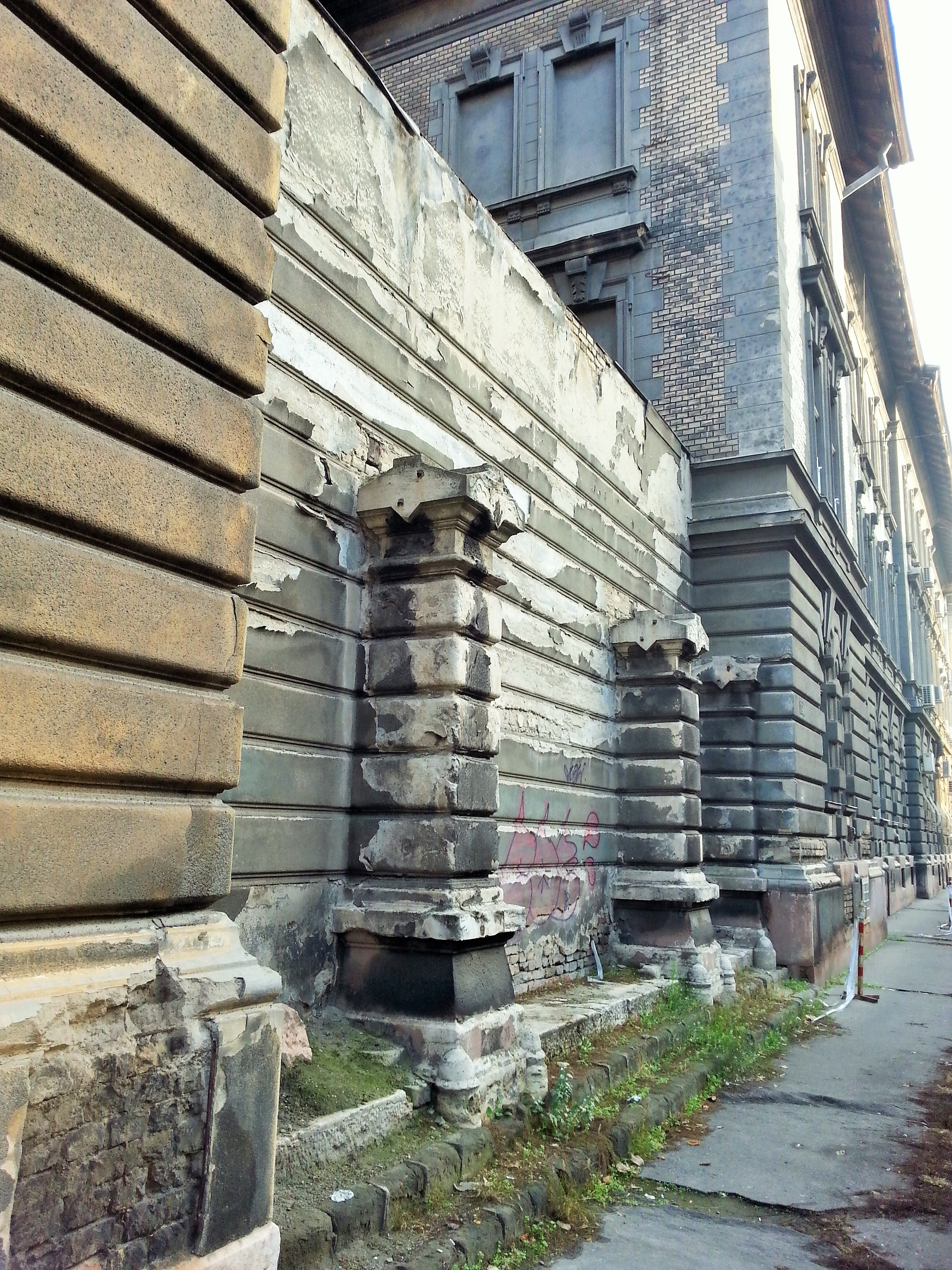
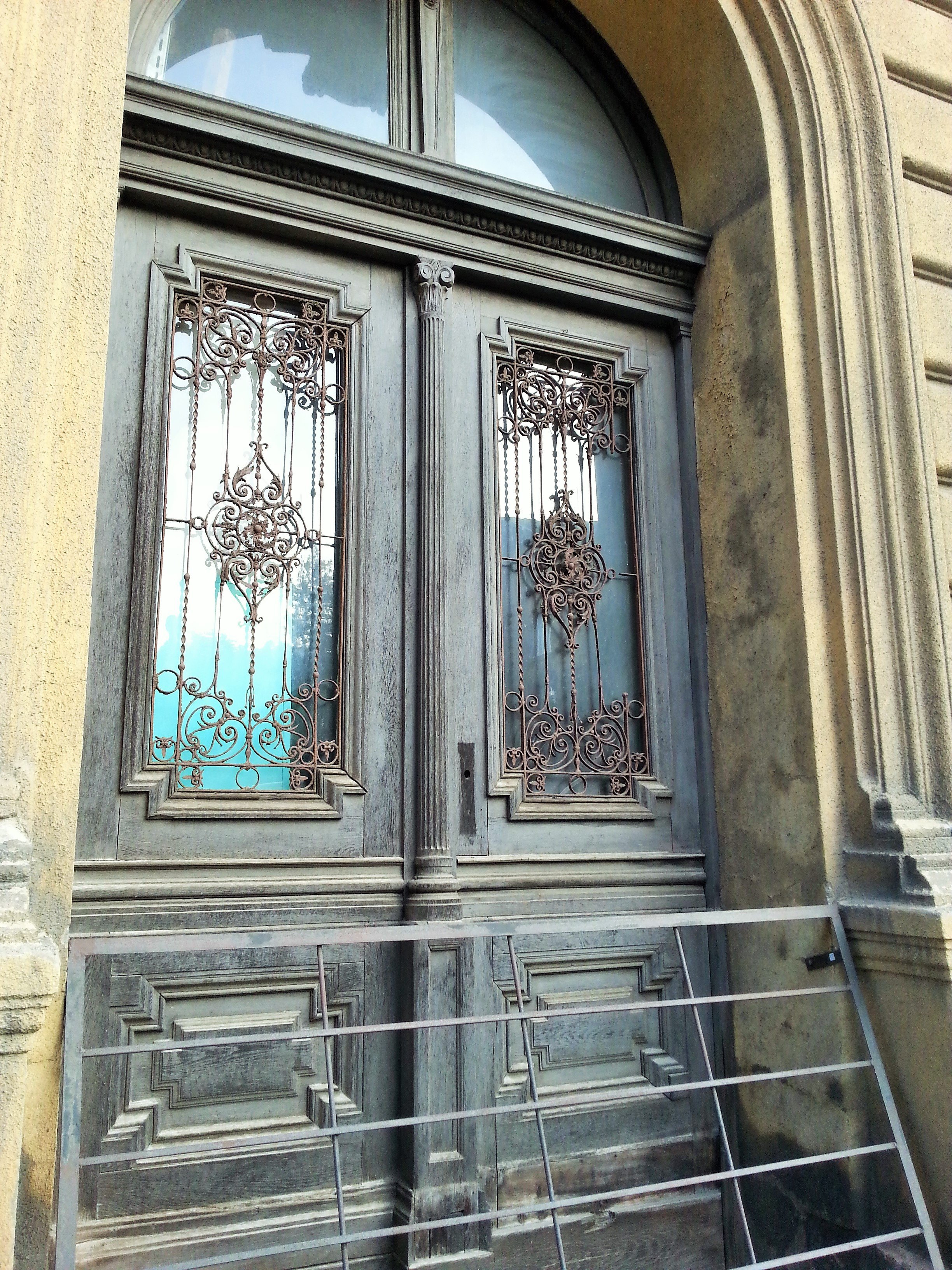